# آب‌انبار وکیل (کرمان)
آب‌انبار وکیل مربوط به دوره قاجار و در کرمان، بازار وکیل واقع شده و این اثر در تاریخ ۱۲ آبان ۱۳۵۳ با شمارهٔ ثبت ۱۰۱۱ به‌عنوان یکی از آثار ملی ایران به ثبت رسیده‌است.